# Aguanish
Pour les articles homonymes, voir Aguanish (homonymie).
Aguanish est une municipalité du Québec située dans la municipalité régionale de comté de Minganie et dans la région administrative de la Côte-Nord, au Canada.

## Toponymie
Aguanish, ou « petit abri » en innu-aimun, porte bien son nom. Le village ceinture, de ses nombreuses plages de sable chaud, la baie d'eau douce de la rivière Aguanish.

## Géographie

### Physique

#### Rivière Aguanish
Cette longue rivière est fréquentée par les amateurs de pêche au saumon et par les visiteurs à la recherche d'aventure douce. Les guides de chasse et de pêche vous feront visiter le phénomène géophysique appelé « Trait de scie », un petit canyon.

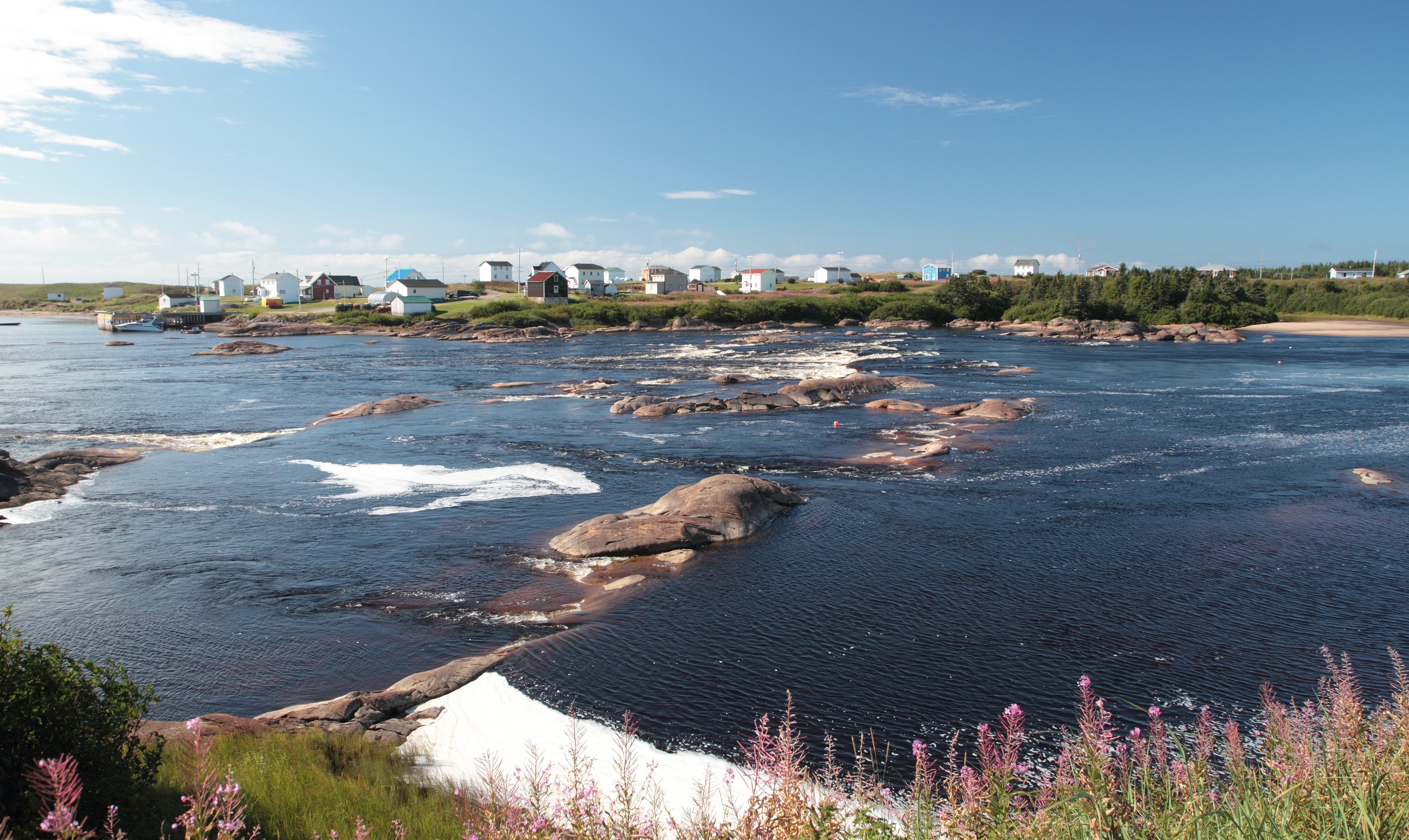
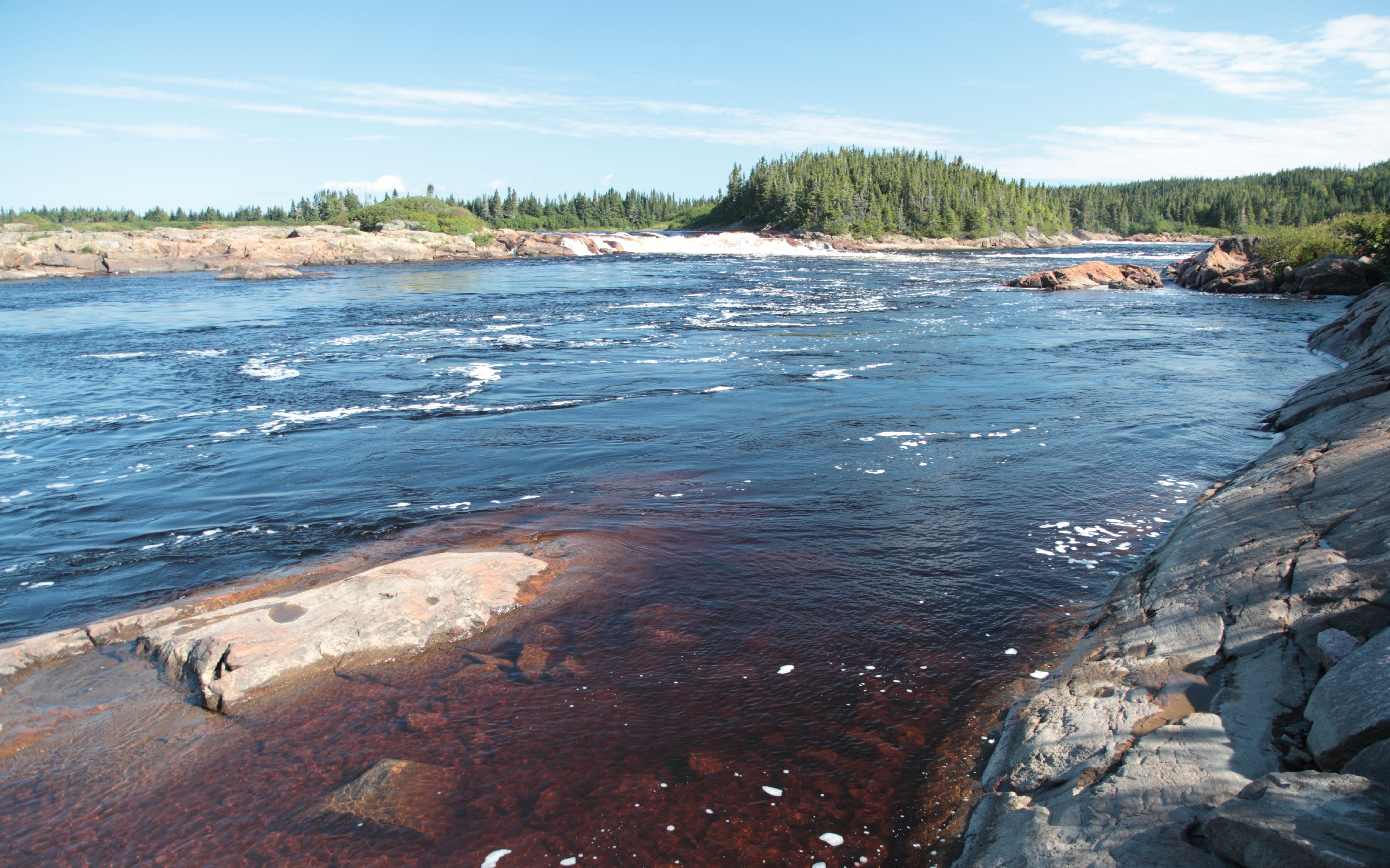

#### Île Michon
L'Île-Michon, 3,5 km plus à l'est sur la route 138, abrite de nombreuses baies et petites îles où le randonneur peut s'adonner à la pêche aux mollusques ou encore à un pique-nique. Un sentier pédestre et une halte routière à un kilomètre à l'ouest de l'Île-Michon permettent également l'observation d'une petite baie.

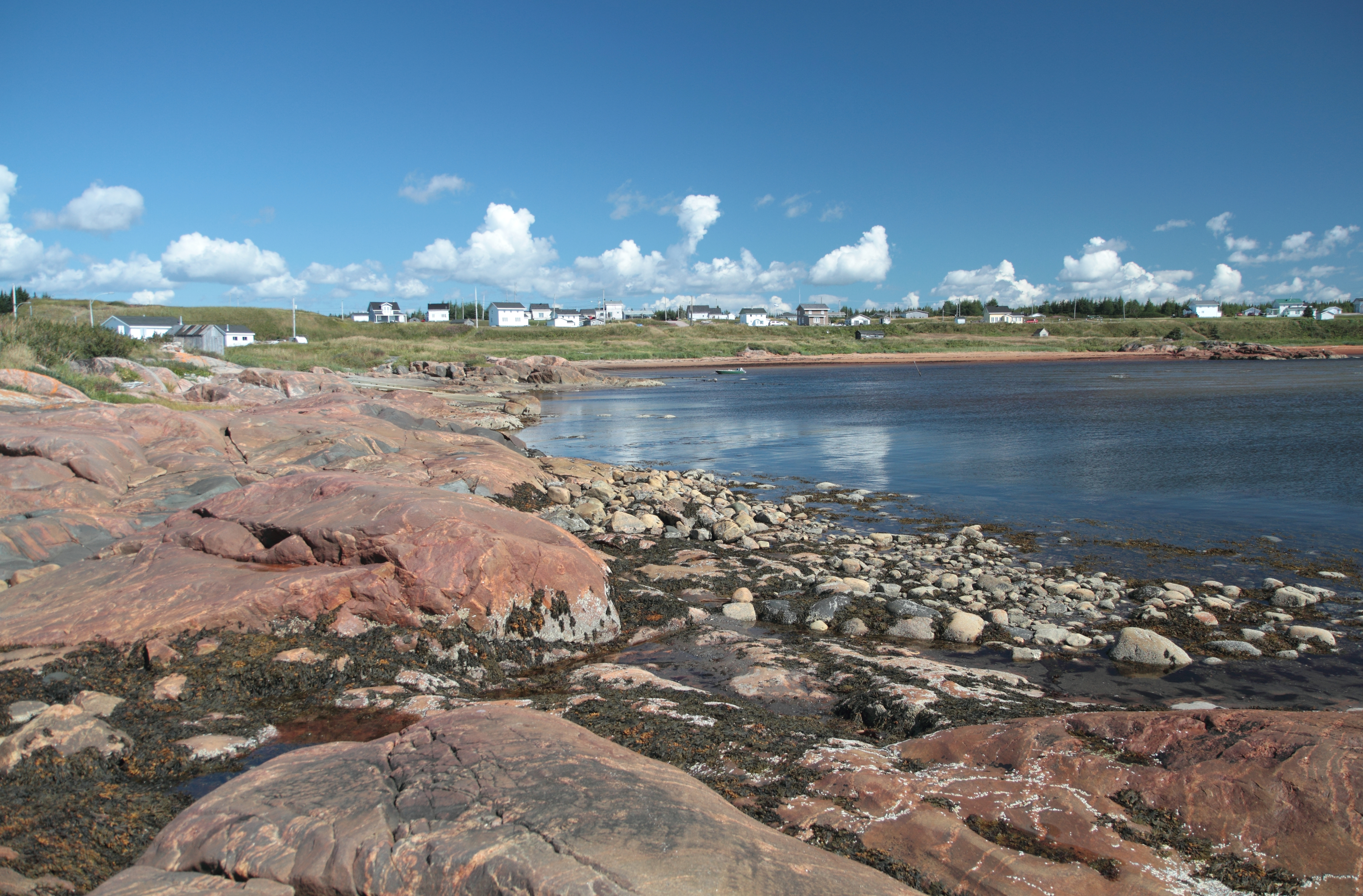

#### Rivière Nabisipi
« La rivière Nabisipi, qui se jette dans le golfe du Saint-Laurent, prend sa source au lac Saumur dont le nom montagnais est précisément Nabisipi et coule en direction sud sur une distance de 158 km. Elle débouche près d'Aguanish. »

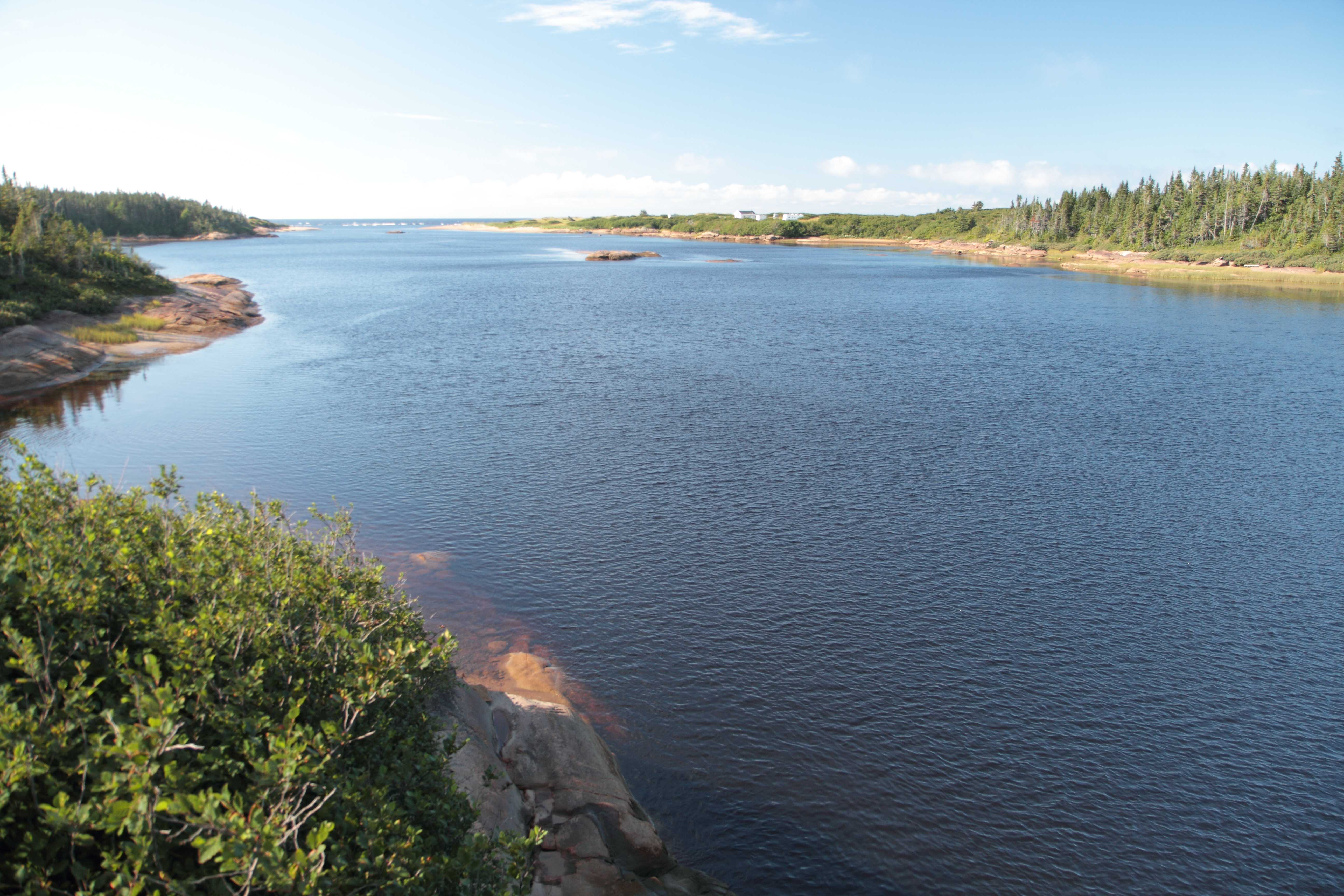
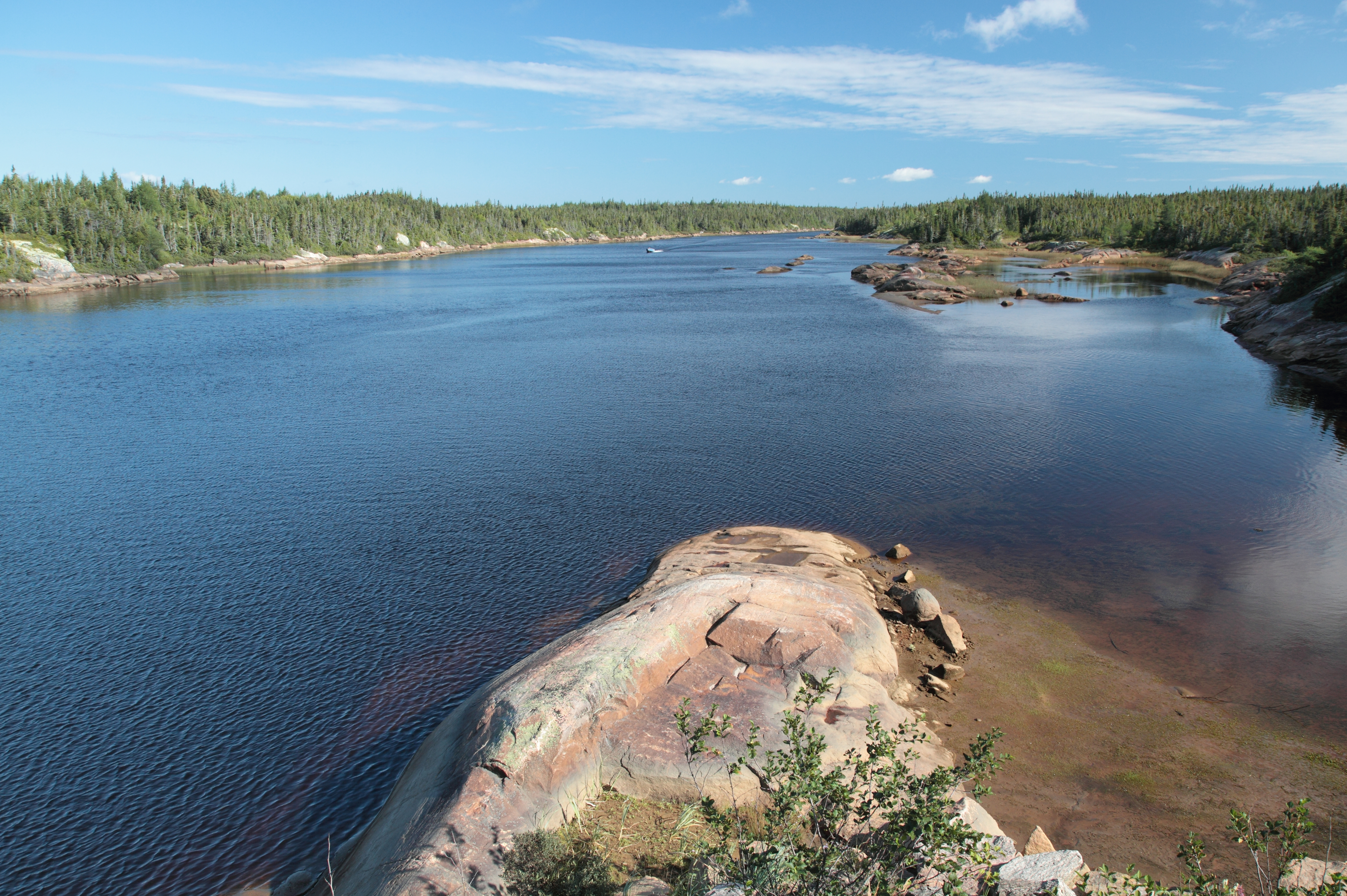

#### Rivière Pashashibou
« Située à 40 km en amont de Natashquan, la rivière Pashashibou parcourt 17 km entre sa source, le lac Costebelle, et le golfe du Saint-Laurent, au sud, dans lequel elle se déverse par la baie Pashashibou. »

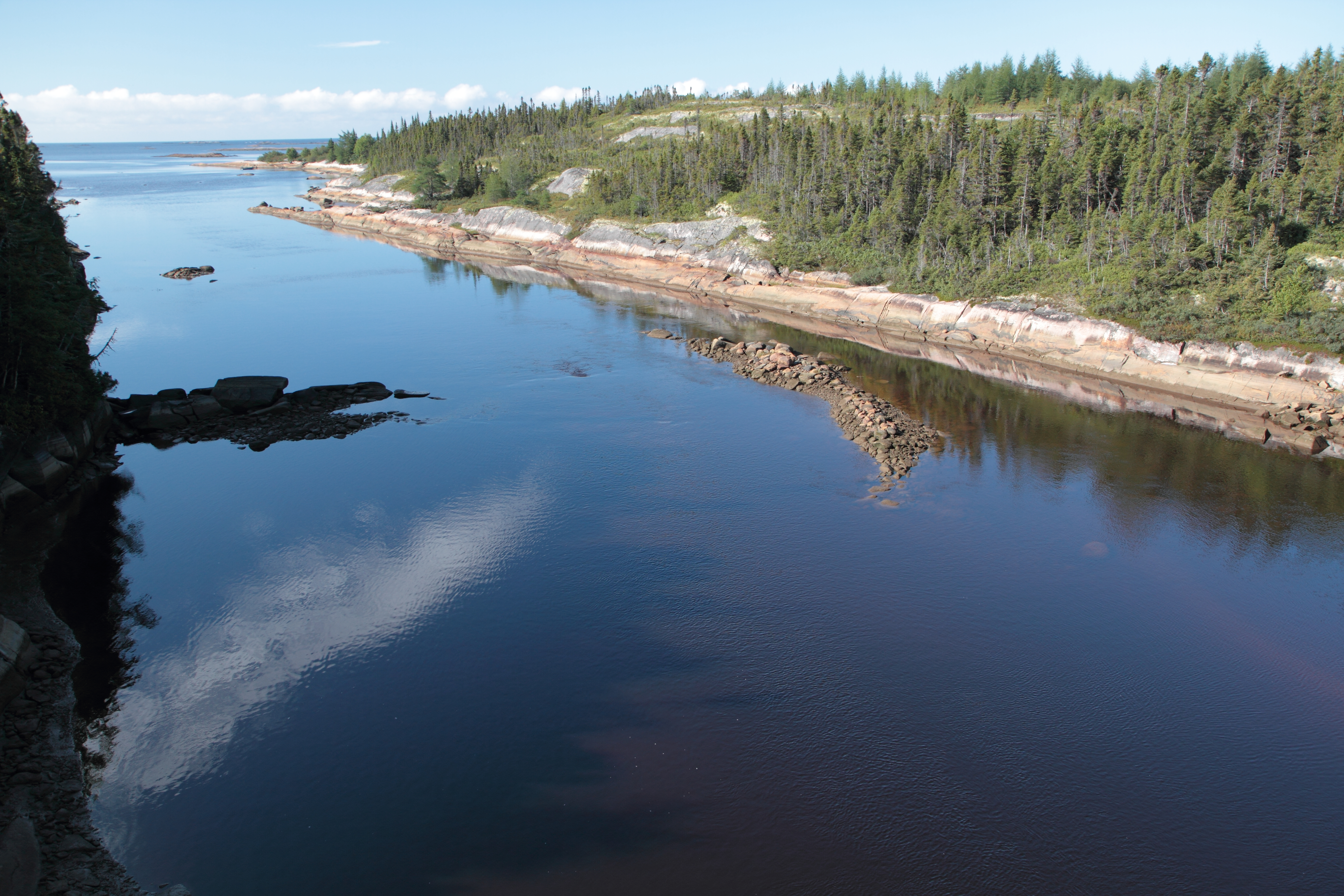
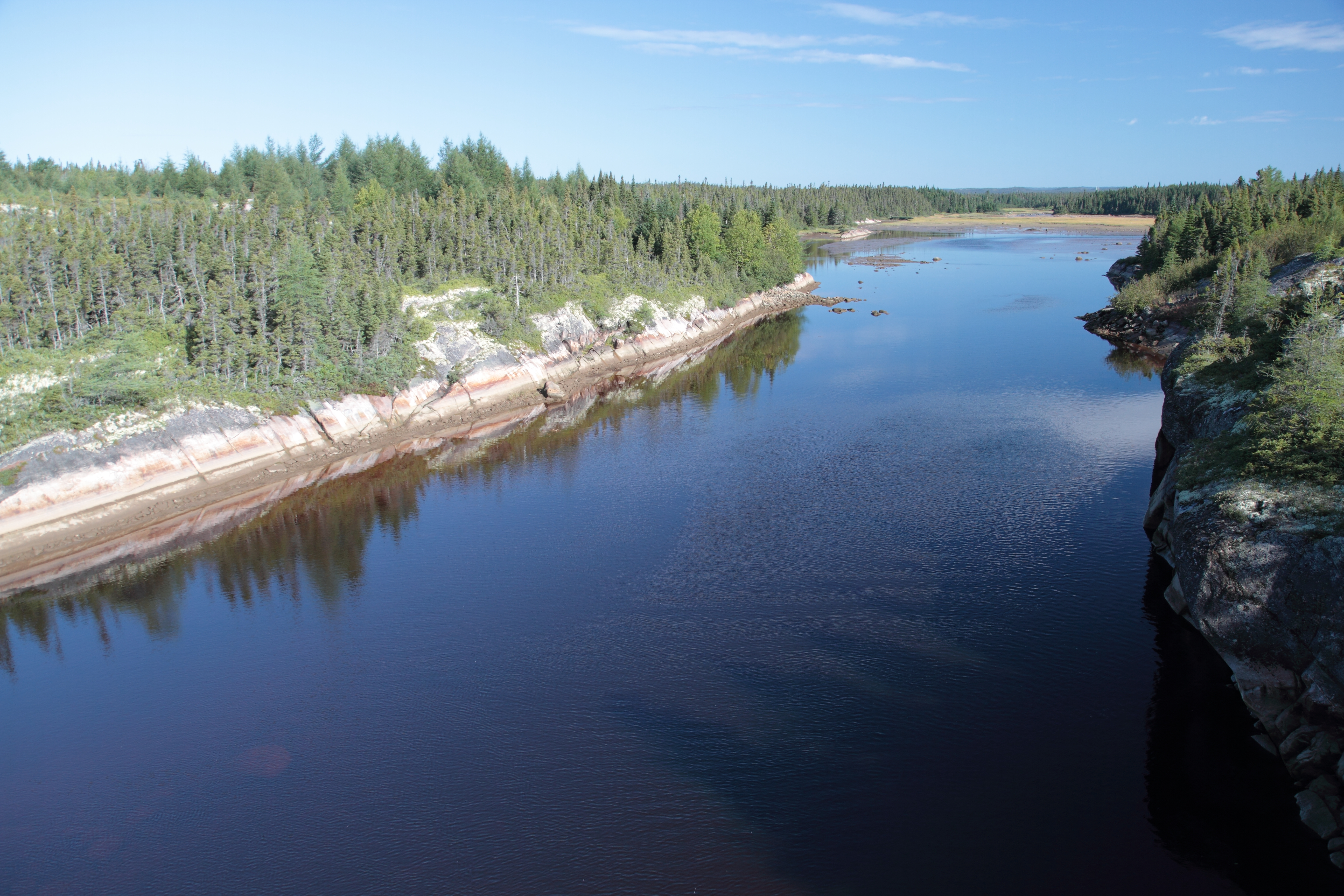

#### Géologie
Proche d'Aguanish, on peut apercevoir des plis symétriques dans une veine felsique. Les axes de pliage sont perpendiculaires à la surface d'affleurement. Ils ont probablement été formés au cours de l'orogenèse mésoprotérozoïque grenvillienne.

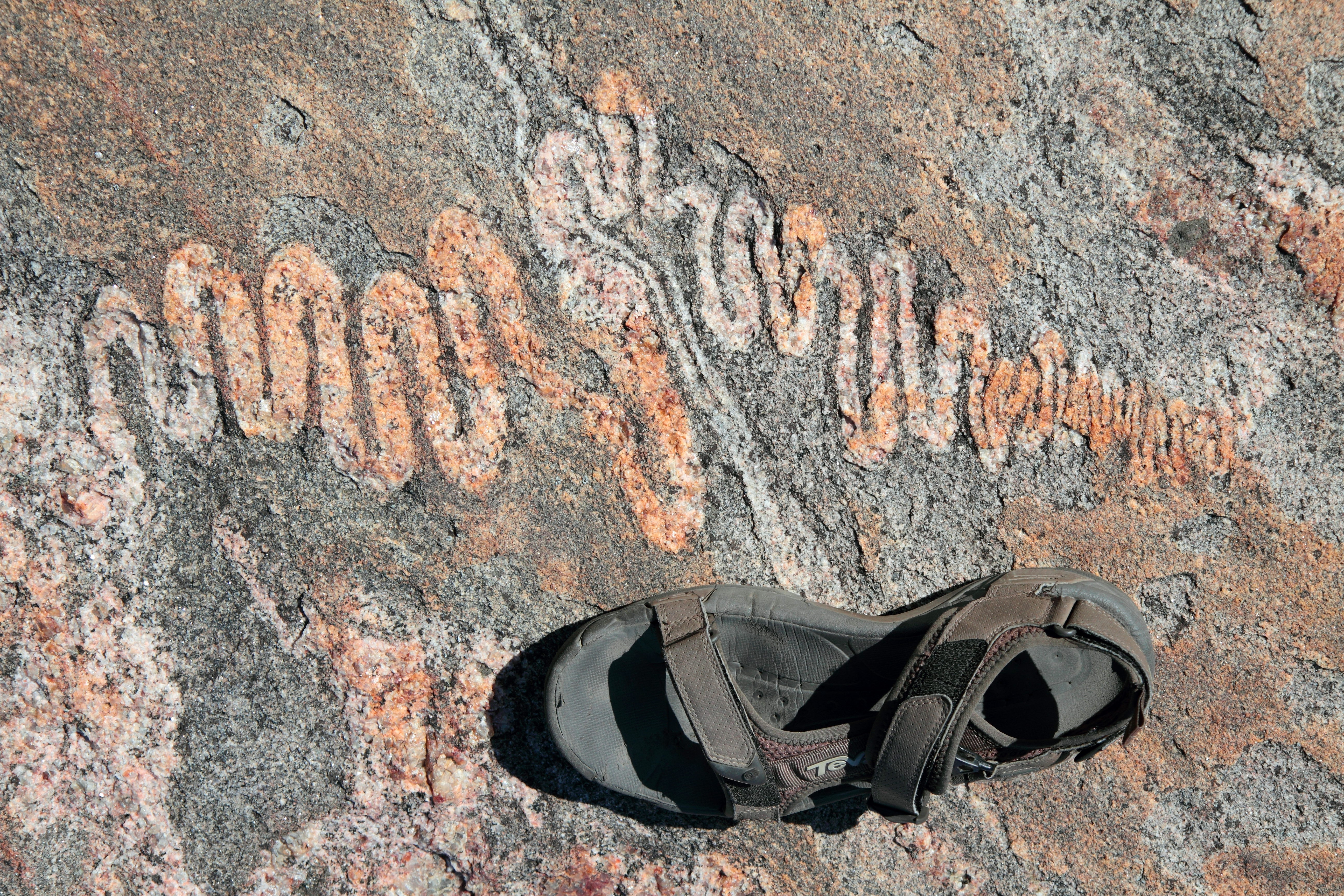
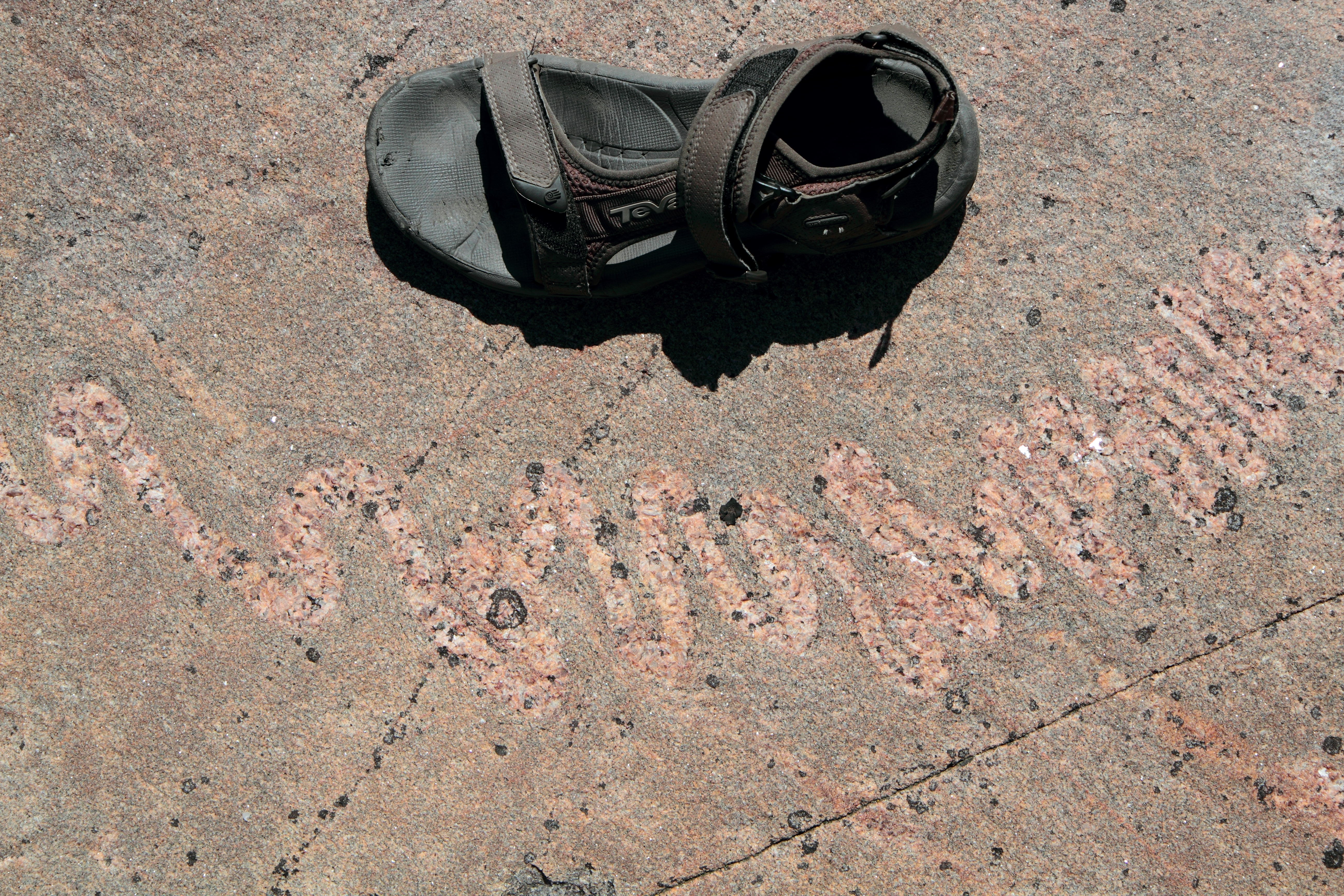
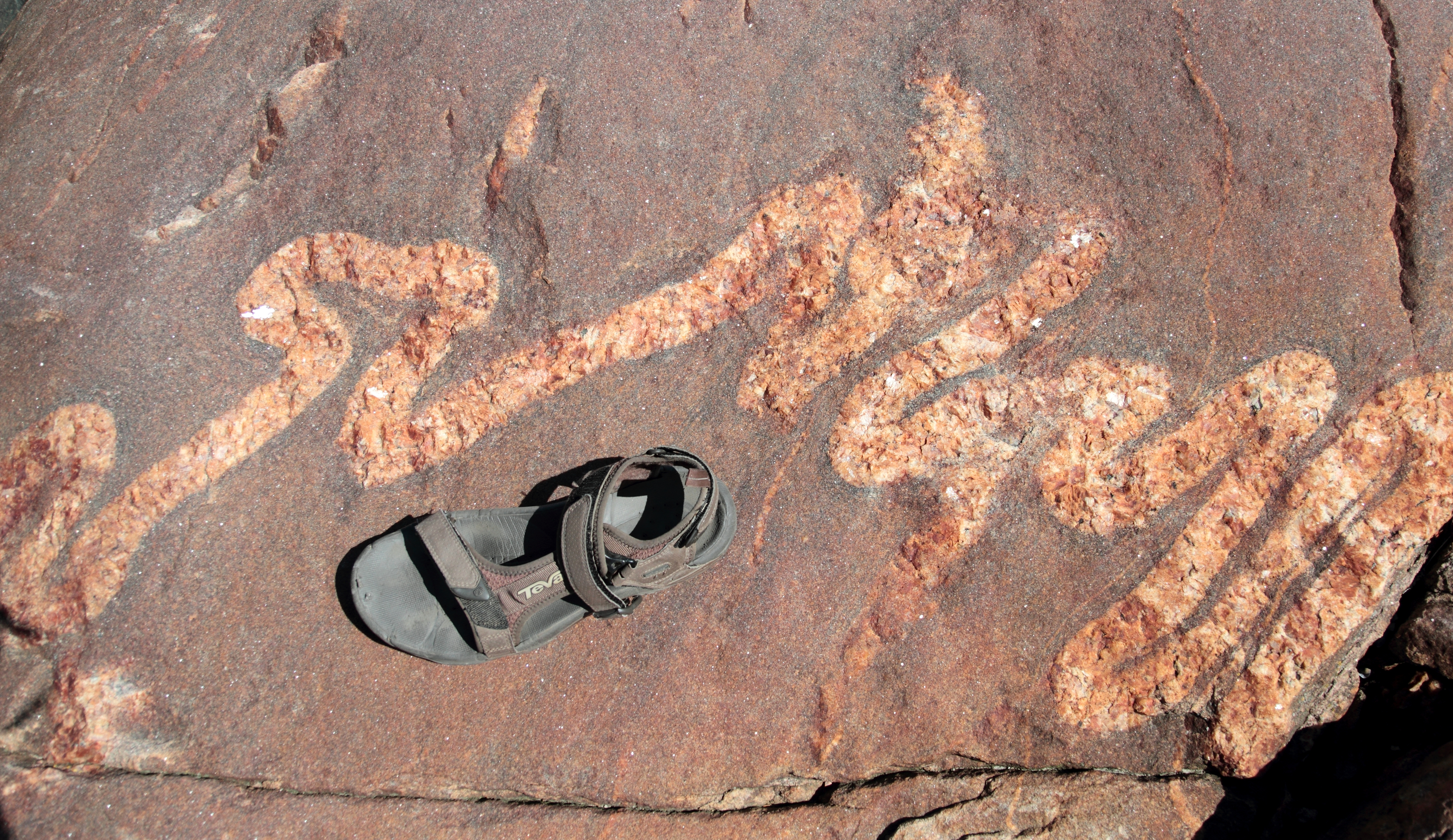

## Démographie
| 1991 | 1996 | 2001 | 2006 | 2011 | 2016 | 2021 |
| ---- | ---- | ---- | ---- | ---- | ---- | ---- |
| 402  | 380  | 343  | 303  | 278  | 245  | 224  |

### Langues
En 2011, sur une population de 275 habitants, Aguanish comptait 100 % de francophones.

## Administration
Les élections municipales se font en bloc pour le maire et les six conseillers.
| Aguanish Maires depuis 2005                                                                                          |                |         |          |
| Élection | Maire          | Qualité | Résultat |
| 2005 | Richard Noël   |         | Voir     |
| 2009 | Richard Noël   | Voir    |          |
| 2013 | André Leblanc  |         | Voir     |
| 2017 | Léonard Labrie |         | Voir     |
| 2021 | Léonard Labrie | Voir    |          |
| Élection partielle en italique Depuis 2005, les élections sont simultanées dans toutes les municipalités québécoises |                |         |          |

## Personnalités associées
- Evelyne Bignell, infirmière